# Pinar de Cánavas
El Pinar de Cánavas, también de Cánava, en singular, es un bosquete de pinos formado por ejemplares centenarios de tamaño excepcional de la especie Pinus halepensis (pino carrasco), localizado en el municipio de Jimena, provincia de Jaén (Andalucía, España). Está declarado monumento natural de carácter biótico por la Junta de Andalucía (22 de noviembre de 2001).

## Descripción
El bosquete, localizado en una zona muy abrupta, está compuesto por 121 ejemplares de pino carrasco de gran tamaño, con una edad media de más de 200 años, y ejemplares de más de 250 años. Presenta ejemplares de troncos retorcidos y copas redondeadas, propias de pinares envejecidos, con ausencia de matorral a causa de la intervención humana, como las actividades de pastoreo.
Junto al bosquete existe un sendero señalizado que lo atraviesa, que desde la Ermita de la Virgen de Cánava dirige al paraje de Los Caracoles, un antiguo poblado de canteros. Este sendero discurre por el trazado del Cordel del Aznaitín. El pinar se sitúa a un altura de entre 800 y 900 metros de altitud, en la solana del cerro La Atalaya.